# Pseudacorethra zischkai
Pseudacorethra zischkai är en skalbaggsart som först beskrevs av Friedrich F. Tippmann 1960.  Pseudacorethra zischkai ingår i släktet Pseudacorethra och familjen långhorningar. Inga underarter finns listade i Catalogue of Life.